# クトゥルー戦記
『クトゥルー戦記』は、日本の小説家菊地秀行による小説作品。
本作は、クトゥルー神話と第二次世界大戦を組み合わせた内容となっており、創土社のCthulhuMythsFilesから3作が刊行されている。
架空戦記であるために、実在の人物や兵器が登場し、また写真とイラストが用いられている。3編それぞれが海陸空をテーマとしているが、つながりはなく独立している。
登場人物のうち、実在の人物には●をつける。

## 刊行
- 『邪神艦隊』2013年10月
- 『ヨグ＝ソトース戦車隊』2014年6月
- 『魔空零戦隊』2014年11月

## 邪神艦隊
第1作。菊地秀行初の架空戦記でもある。11章構成。

### あらすじ（邪神艦隊・1-9章）
日本国のある御方は、豪州の深海で「何か」を目撃し、それからというもの常軌を逸した軍拡が続いていた。戦艦長門の艦長緒方万明は、腹心の鬼神歳三に、御方が邪神を信じているこ戸を明かしたうえで、「打倒米英は建前で真の目的は対CTHULHUであること」を説明し、これから2人で戦艦長門から新造艦へと移動することを告げる。さらに、緒方は宮内省の侍従・山田六助が同行することを明かす。
太平洋上で人工島が消失するという変事が起こる。派遣された米英独の戦艦の眼前に「触手の戦艦」が姿を現し、米艦1隻が撃沈される。他の戦艦の猛攻撃により、敵戦艦はボロボロになるも、爆破も炎上もせず、青黒い出血を海に流した後にほどけて触手に戻り、海中に消える。日本艦3隻が遅れて到着したとき、どの国の艦も姿はなく応答も寄越さず、緒方らは何もしないままに帰投する。だが、彼らはCTHULHUの精神波によって、自覚ないままに洗脳されていた。米英独の戦艦たちは、帰国するなり祖国の大都市に砲撃を加える。戦艦長門もまた佐世保を攻撃しかけるが、緒方が寸でのところで命令を取り消し事なきを得る。緒方と鬼神は、自分たちを含む長門の乗員7000人が敵の呪縛に囚われていた事実に戦慄する。事ここに至り、各国はCTHULHUの実在を信じるようになる。
ドイツのヒトラーは海軍のデーニッツに、潜水艦でルルイエに行きCTHULHUをナチスの味方につけるよう命じ、デーニッツは怪人物NAIBARAに誘われて姿を消す。さらにヒトラーは、総統命令として、CTHULHUに敵対行動を取らぬよう指示する。
日本の呉海軍工廠では、建造中の新型戦艦に工作員が爆発物を仕掛け、騒ぎとなる。帝都では、南月刑事や山田を狙って、蛙のような風貌のスパイが現れる（7章・南月刑事との対面）。鬼神も殺されかけるが、友人にもらった特殊な金属素材の護身具で命拾いする。
日米は休戦協定を結び、対邪神兵器を共同開発する。だが、邪神側は、日本軍が極秘裏に富嶽を建造していたマニラの工場を、海から投擲した巨岩で叩き潰す。新旗艦は建造されたが、鬼神、間者助教授、皇族である「あの御方」、そして、とある外国人の助力で更なる改造が施されて完成する。

### あらすじ（邪神艦隊・9-11章）
日本軍の戦力は戦艦3（新旗艦、長門、榛名）、巡洋艦3、駆逐艦5、空母1。しかし渡航中に触手やダゴンなどの襲撃に遭い、戦艦2と空母1のみが生き残る。一方、新旗艦では、病で急逝した緒方艦長にかわり鬼神が艦長に就任した。新旗艦は、マニラでの補給中に妨害工作で壊された舵の修繕で遅れたため、山田は長門に移って先行する。一方、米英独の艦隊も道中の戦闘で消耗しており、シドニー沖で日本軍と合流したときには、ほんの数隻が残っているのみであった。
人類側の戦力は、戦艦長門、空母赤城、ミズーリ、レキシントン、プリンス・オブ・ウェールズ、ビスマルク。邪神艦隊の戦力は、榛名怪、長門怪、赤城怪、サウスダコタ怪、ミズーリ怪、レキシントン怪、フッド怪、キング・ジョージ五世怪、アーク・ロイヤル怪、プリンス・オブ・ウェールズ怪、シャルンホルスト怪、グナイゼナウ怪、ビスマルク怪。邪神艦隊には、沈んだはずの艦や、自艦と同型の艦までがいた。海戦が始まり、長門は被弾し、矢野艦長が失神したことで山田が指揮をとる。空中では戦闘機と戦闘機怪の戦いが繰り広げられる。ドイツ本国はCTHULHU側に就き、独艦ビスマルクには攻撃せず静観するよう通信を送る。山田の友で、ビスマルクの艦長・リンデマン艦長が苦悩していたところ、長門にいる山田から激励の通信が送られたことから、総統命令を翻してCTHULHU攻撃に加わる。
長門以外の艦がすべて破壊される中、鬼神が指揮する戦艦大和が駆け付ける。大和の主砲はただの一撃でミズーリ怪を撃沈した後、敵全艦を葬り去る。
続いて、ヒトラーから提供された図面をもとに作られたジェット戦闘機・メッサーシュミットMe262怪の部隊が現れ、大和に集中爆撃を加える。そこへ飛行空母富嶽からロケット戦闘機・秋水部隊が現れ、ジェット戦闘機Me262怪を迎撃する。
すると、邪神側は、図面上の存在だった日本軍の最終兵器「超大和級」をくり出し、長門と富嶽を撃墜する。大和と超大和級の一騎打ちとなるが、攻撃のための距離が足りず、超大和級の砲は届くが大和の砲は届かない。大和は回転し、敵の砲弾を艦の湾曲部で受け止める。特製金属の装甲が衝撃を吸収し、勢いのままに大和は跳ね上がり、空中から砲撃する。飛び上がったことで弾道の射程が延長され、加えて装甲の薄い弱点部に命中させることで誘爆を引き起こし、超大和級を完全に破壊する。沈みゆく大和の乗員たちは、謎の帆船に助けられて日本に帰還する。

### あらすじ（邪神艦隊・その他）
作家ラヴクラフトは、自分の書いた出任せが現実化してしまったことで、身心を苛まれた上、またナチスに身柄を狙われ、アメリカ当局の保護のもとに軟禁生活の身となる。ある日ふと外出したところ、ニューヨークの地下鉄で特殊部隊と食屍鬼たちの戦いに巻き込まれてしまう。狂乱する彼に、ナイアルラトホテップは「プロパガンダのお礼に、あなたには世界的な名声が与えられますよ」と囁く。（6章）
一方、陀勤秘密教団を探る南月刑事は、善神と邪神の双方が自分を後継者として狙っていることを知る。南月は「星の監視役になるか、次のナイアルラトホテップになるか」という二択を突き付けられ、その直後に消息を絶つ。（1-9章）

### 登場人物（邪神艦隊）
鬼神歳三サイド
- 緒方万明（おがた ばんめい） - 現・戦艦長門の艦長で、新旗艦の艦長となる。
- 鬼神歳三（きしん としぞう） - 主人公格。海軍大佐。戦艦長門の副艦長。緒方と共に新旗艦に配属され、緒方の急逝に伴い艦長となる。
- 山田六助（やまだ ろくすけ） - 宮内省所属の侍従で、緒方・鬼神に随行する。優秀で控え目ながら目的不明。新旗艦から長門に移る。
- 滝司（たきじ） - 連合艦隊の司令長官。
- 矢野（やの） - 戦艦長門の新艦長。
- マヒュー・M・ラインスター少佐 - アメリカ軍の士官。カンザス出身。日米の人員交換で長門に搭乗。
- トーマス・フィリップス中将● - イギリスの艦隊長官。
- エルンスト・リンデマン● - ドイツの戦艦ビスマルク艦長。山田の友人。
- ウィリアム・キャラハン● - アメリカの戦艦ミズーリ艦長。
- チェスター・ニミッツ大将● - アメリカ太平洋艦隊司令長官。
- ミラード・シェルビンソン中尉 - アメリカ軍のF6F空戦ファイター。息子が零戦に撃墜されて死んだことで、日本を強く憎んでいる。

南月刑事サイド
- 南月（みなづき） - 刑事。もう一人の主人公格で、7章にて歳三と邂逅する。善神と邪神の双方から、後継者として目を付けられる。
- 新黒（にいぐろ） - 警保局保安課長。特高警察の大物。
- 出口王仁三郎（でぐち おにさぶろう）● - 宗教法人大本教の教祖。陀勤秘密教団と敵対しており、南月を助ける。
- 笹暮蝋人（ささぐれ ろうじん） - 陀勤秘密教団（だごんひみつきょうだん）極東本部の教区長。青森の岩魚村の出身。
- 円城寺あや（えんじょうじ あや） - 笹暮の秘書。別名、枡光子（ます みつこ）。岩魚村の枡一族。オリハルコンを売買して教団の活動資金を得ている。
- オーベット船長 - 陀勤秘密教団の大物。インスマスの船乗りで、魚怪に変異している。
- 「阿蘭陀人の船長」 - 邪神の敵対者。詳細不明。
- 「ミナスキュール」 - 邪神の敵対者。幾つもの名前があるという。王仁三郎の協力者。『チャールズ・ウォードの奇怪な事件』を陰から解決に導いた。

その他
- 【日】乙美 - 歳三の妻。もと看護婦。
- 【日】間者（かんじゃ）助教授 - 冶金学者。幼馴染の歳三に自作の金属で作った護身具を提供した。呉海軍工廠に招かれ、特製金属の加工に協力する。溶接がうまくできずに悩んでいたが、歳三からオリハルコンを提供されたことで解決する。
- 【日】あの御方 - 皇族。対邪神のために軍拡を命じる。
- 【豪】ナサニエル・ピーボディ博士 - 豪州の海洋生物学者。アメリカ人。日本の「ある御方」と共に、豪州の海底で邪神を目撃した。
- 【米】ラヴクラフト● - 作家。邪神のプロパガンダに利用され、ナチスに狙われ、米政府に保護されて逃亡生活を送っている。
- 【独】アドルフ・ヒトラー● - ナチスドイツ総統。CTHULHUと通じる。
- 【独】カール・デーニッツ元帥● - ドイツ海軍総司令官。ヒトラーの使者としてNAIBARAと接触する。

神と人外
- CTHULHU（クトゥルー） - 海底のルルイエで眠っており、時おり精神波を放つ。王仁三郎は「クートウリュウ」と呼称する。
- ダゴン（陀勤） - CTHULHUに仕える魚怪神。陀勤秘密教団の地下室に召喚され南月に目撃される。また南太平洋に向かう日本艦隊を襲撃し、半壊させる。
- ナイアルラトホテップ - 封印された邪神たちの解放をもたらす唯一の逃亡神。幾つもの異名と姿を持つ。代替わり制であるらしく、南月が目を付けられている。
  - NAIBARA - 大いなるCTHULHUの使者。デーニッツと接触する。
  - 黒人 - ニューヨークの地下鉄特別掃射部隊メンバーの一人。ラヴクラフトに囁きかける。
- 深きものども - 軍内部にも入り込んでいる。
- ショゴス - カンザスに出現したが、何者かが撃ち込んだナパームで撃退された
- 地球の神/この星の神 - 邪神たちを滅ぼすことはできず、追放にとどまった。邪神に対抗するための「監視役」と「護衛官」を設置している。次の監視役として、南月刑事に目を付ける。
- 触手艦 - 序盤で登場。各国の戦艦の特徴を兼ね備えた、生物戦艦。CTHULHUの触手が変じたものと思われる。
- フジツボ艦 - 後半で登場。既成の艦のコピー。神CTHULHUの意思ではなく、人間の大妖術師によるものと思われる。同胞であるインスマスや陀勤秘密教団を砲撃して潰す。邪神艦隊を組んで人類艦隊と決戦する。

その他
- 特殊合金 - 間者が造り出した鉄の合金。ひび割れることなく衝撃を吸収する。
- オリハルコン - アトランティス大陸で用いられた金属。無尽蔵に熱を蓄える。

## ヨグ＝ソトース戦車隊
第2作。
10章構成。真嶋守のモデルは三船敏郎であることが明かされている。構想時点では、ニューギニアの森林を舞台に日本の九五式軽戦車で進行する案もあったという。

### あらすじ（ヨグ＝ソトース戦車隊）
ダンウィッチの怪事件から十数年後。194X年の北アフリカでは、独伊枢軸軍と米英連合軍が激戦をくり広げていた。目覚めた5人の軍人真城・バロウ・ガルデンス・パーゲティ・酢は、あらゆる記憶を失っていたが、全員がなんらかの条件で「ヨグ氏」＝「神ヨグ＝ソトース」と契約を結んだことを理解していた。ヨグ＝ソトースは彼らに、未来の戦車「ヤク・タイガー」を提供する。続いてシュラナという女が異形の赤子を連れて現れる。5人は、赤ん坊と彼女を戦車に乗せ、サハラ砂漠の古神殿を目指して出発する。だが女については契約に入っておらず、彼女の目的がわからない。また、契約の報酬もわからない。
クトゥルーとヨグ＝ソトースは敵対関係にある。イギリスとドイツはヨグ＝ソトース戦車隊の存在を把握していた。独総統ヒトラーはクトゥルーと手を結んでいるものの、戦車隊を幇助する。英首相チャーチルはモントゴメリー中将に、戦車と赤ん坊を捕獲するよう命じる。また米軍を黒衣の人物が訪れ、彼はクトゥルーに仕える者であると名乗り、ヨグ＝ソトースの二代目誕生を阻止してほしいと協力を迫る。
英国軍の戦闘機が攻撃してきたために、戦車は砂漠の洞窟に入り込んでやり過ごす。だがそこはクトゥルーの神殿であった。「水の立方体」に包まれた魚怪やショゴス、女怪ヒドラが彼らに迫る。ヨグはひそかに戦車隊を支援する。
一行はオアシスの村に立ち寄り、食料と水を購入するが、シュラナと赤子に恐怖を抱いたオアシスの村長に呪いをかけられそうになる。真城は、シュラナが村長を狂わせたのだと見抜き、彼女の危険性を実感する。暴徒化した村人を射殺して戦車は逃走する。シュラナは置き去りしていくが、真城は彼女がまだ近くにいることを確信する。（函船については別途後述する）
独米英伊西日、主要6ヶ国の全首脳がクトゥルー陣営に取り込まれる。ドイツ軍の方針はヤク・タイガーの援護から敵対へと変わり、ロンメルは「赤ん坊を渡せば命は助ける」と降伏を勧告し、戦車30歩兵1000の布陣で追跡する。米英伊の航空機も迫る。だが5人の誰もが降伏を拒否し、戦車はなおも進軍を続ける。
戦車はついに目的地たる古代遺跡へと到着した。そこにドイツは「怪物兵士」を投入する。ヨグの介入によりスピットと零戦が乱入した混迷下にて、戦車隊はドイツ兵と対峙する。ドイツ兵には銃弾がまるで効かず、4人が倒され、赤ん坊を奪われ、真城が残るのみ。ドイツ兵は真城を射殺しようとするが、突然シュラナが姿を現し、彼女に触れられたドイツ兵はいとも簡単に消滅する。真城は、自分の中に彼女が潜伏してついてきていたことを悟る。
新城がシュラナに素性を問うと、彼女は「私はヨグの妻だ」と回答する。ヨグが、人間の女性との間に作った混血の子を、自分で運ばず戦車隊に託したのは、彼女に見つからないためであったが、彼女は見抜いており、行動に出たのである。そして5人がヨグと契約した条件とは、戦争で得た負の記憶を忘れさせるというものであった。シュラナは彼らに記憶を取り戻させ、5人は蘇った記憶に苛まれる。シュラナは赤ん坊を夫と千匹の子山羊たちの前でなぶり殺しにすると言い、赤ん坊は真城に助けを求める。倒れた真城はヨグの腕輪を掴んで念じると、どこからともなく触手が現れ、シュラナを掴んで消える。真城は神であった彼女について、夫の血を引く子供だからこそ、愛憎ゆえにすぐには殺せなかったのかと、まるで人間のようだと感傷を抱く。赤ん坊は這い去っていく。途中で記憶を蘇らされた5人は、再びヨグに記憶を消される。あらゆる記憶を失って戦地から帰還した真城守は、2015年に103歳で生涯を終える。

### あらすじ（ヨグ＝ソトース戦車隊・函船）
ヒドラとの戦闘後、ヨグの力に守られた戦車は、水中を進み、巨船とすれ違い、気が付いたときには砂漠に戻っていた。あれは何だったのだと疑問を発する5人に、赤ん坊が超常能力で説明する。
曰く、太古の時代に、ノアの函船と、またもう一つ、魔性たちを乗せた陰の函船が存在した。クトゥルーは第二の函船に乗った生物たちを皆殺しにしようと、第三の函船を出撃させた。殺戮の函船が、魔性の函船に襲い掛かろうとしたそのとき、ヨグ＝ソトースが遠い未来から戦車を持ってきて、クトゥルーの気を引き、函船を助けた。
さて、遠く離れたアメリカでは、作家ハワードが『狂気の山脈にて』という作品を執筆していた。――「わたし」とダンフォースが目撃したもの、それは大洪水で滅ぶべき邪悪な生物たちの乗っていた函船であった。彼らの航海日記の記録内容が、直接わたしの頭の中へと流れ込んでくる。氷の下には、化物どもが眠っており、いつの日か目覚めるであろう。氷の下の狂気山脈こそ、函船そのものなのだ……、訪問してきた男は、作品から夾雑物を削除しろと命令して来る。ハワードは『超時間の影』という題名で、砂漠の物語を書こうと思いつく。

### 登場人物（ヨグ＝ソトース戦車隊）
ヨグ＝ソトース戦車隊
- 真城守 - 日本人。中尉。30歳。車長。
- クロード・バロウ - アメリカ人。中尉。テキサス生まれの36歳。操縦手・副長。
- ホフマン・ガルテンス - ドイツ人。SS少尉。33歳の大男。砲手。
- ダミアノ・パーゲティ - イタリア人。軍曹。ナポリ生まれの40歳。無精ひげの小柄な男。機関銃手。本職は医者で武器マニア。
- 酢蘭淡（サン・ランタン） - 中国人。北京出身の37歳。泥鰌髭の小太りな男。非軍人で元ラジオ屋。無線と子守を担当。
- シュラナ - 赤ん坊を連れてきた女。意思疎通が難しく、素性も目的も不明で不気味。
- 赤ん坊 - ヨグ＝ソトースの子。顔は人間離れしている。父が別次元に封じられたために、彼が神殿に行き二代目になる予定。
- ヤク・タイガー● - 重駆逐戦車。まだ存在しないはずの、未来の兵器。

各国の軍
- アドルフ・ヒトラー● - ナチスドイツ総統。2邪神のどちらに与するか揺れている。
- エルヴィン・ロンメル元帥● - ドイツのアフリカ軍団総司令。総統命令を受ける。
- ドワイト・アイゼンハワー● - アメリカのヨーロッパ総司令官。ナイアルラトホテップの訪問を受ける。
- ハロルド・アレキサンダー大将● - イギリスの中東方面軍総司令官。姪からの情報により、邪神の実在を信じている。
- バーナード・モントゴメリー中将● - イギリス軍の司令官。首相チャーチルに戦車捕獲を命じられる。邪神の実在を疑わしく思っている。
- バイロン・メッツェナー陸軍少尉 - ナチスドイツの改造人間。22歳。投石で航空機を墜とし、容易に戦車を転倒させるほどの化物。
- ジョージ・バーリング● - イギリス空軍のスピット乗り。マルタ島の戦場にいたが、ヨグによって北アフリカに転移する。
- 坂井三郎● - 日本海軍の零戦乗り。ニューギニアの戦場にいたが、ヨグによって北アフリカに転移する。

神と眷属
- ヨグ＝ソトース - 人類時代以前に地球を支配していた旧神の一柱。異次元の邪神。時間と空間を超える能力を有し、戦車隊の危機をある程度までは助けてくれる。
  - ヨグ氏 - ヨグ＝ソトースの人間体らしい。5人全員が契約時に会っているが、5人の証言した容姿が全て異なる。血に浸した羽根ペンで羊皮紙に契約するという、まるで悪魔との契約であった。
- クトゥルー - 邪神。ルルイエで眠り、目覚めを待つ。ヤリイカ状の頭部を備える。
- ナイアルラトホテップ - 偉大なるクトゥルーの使者。ヒトラーやアイゼンハワーに接触する。
- ヒドラ - 水の女怪。金属の穂と骨の柄で作られた、奇怪な槍を用いる[注 1]。
- 深きものども - 軍にも入り込んでいる。砂漠で「水の立方体」に包まれて移動する。

その他
- ダンフォース - ミスカトニック大学の南極探検隊メンバー。発狂して生還。アレキサンダー総司令の姪が12年にわたり看護を務めている。
- ハワード● - プロビデンス在住のパルプ作家。『狂気の山脈にて』を執筆する。

## 魔空零戦隊
第3作。帯デザインは山田剛毅、イラストは池田正輝。
10章構成。第2作のあとがきにて（大空が舞台だが）「イタカもバイアクヘーも出てこない」と予告されていた。

### あらすじ（魔空零戦隊・1-7章）
194X年、南太平洋にルルイエが浮上する。世界大戦は枢軸・連合・邪神が入り乱れて混沌化する。人類は対クトゥルーには連合軍で対処にあたる一方で、国同士の抗争が止むこともない。クトゥルーはいまだ目覚めてはいなかったが、ルルイエに乗り込んだ邪教徒たちは神のテクノロジーを用いて兵器を造り出す。ルルイエからは奇怪な航空機が飛び立ち、世界中で暴れまわる。それら異形の生体飛行兵器は、軟体が砲弾や機銃を跳ね返してしまう。
ラバウル北の孤島エリラには、陣外大尉らの零戦飛行隊が派兵された。しかし戦闘は厳禁と命じられ、待機するだけの状態に飛行士たちは不満をつのらせる。そんなとき米軍機が単独で飛来し、エリオット・ウェイトリイという男が「捕虜になりに来たので司令官に会わせてくれ」という奇妙な申し出をしてきたため、軟禁する。また基地の者たちの間で、幽霊か幻覚のような「白い浴衣の女」こと秋夜（あや）の目撃証言が相次ぐ。そんな折に米軍機20以上が襲来してきたため、零戦隊は迎撃し、最年少の未来三飛曹は初陣で敵機を撃墜する。
海から怪物たちが出現し、島に上陸する。加えて空からは「機体をフジツボに覆われた」米軍機P40が襲い掛かる。魔物と怪飛行機の群れを、歩兵と戦車と零戦で迎え撃つも、敵はついに基地にまで攻め込んでくる。獄舎にやって来た化物を、ウェイトリイは「ヨグ＝ソトホースの詠唱」と「白い粉末」で追い払う。基地が壊滅の危機にさらされる中、3年前に死んだはずの瑠璃宮中佐が乗った零戦が現れ、怪物を撃退する。
瑠璃宮は、ウェイトリイや秋夜と同様に「何者かの意思によって」この島に送り込まれたと話し、ルルイエにおける邪教徒たちの暗躍についても説明する。彼は飛行士たちを「魔空零戦隊」と命名し、対クトゥルーの訓練を施す。それは人間の限界を超えた過酷な訓練であったが、飛行士たちは連日憔悴しながらも一人も脱落することなく鍛えられていく。またそれゆえに機体の消耗も激しく、瑠璃宮はウェイトリイから整備技術を教わるよう整備班に指示する。未来は秋夜に邂逅する。
一方、島の外でもクトゥルー飛行隊による攻撃が行われていた。英防空軍にはアーミティッジ教授が協力しており、ロケット弾の弾薬に「ダンウィッチ粉」を混ぜた兵器が製造される。かくしてロンドン防衛戦は成功するも、アーミティッジは敵は進化すると警告し、チャーチルら首脳陣も気を引き締める。
ミッドウェイでは、日本軍とアメリカ軍の海戦が勃発するも、クトゥルー陣営が横殴りをかける。海からは深きものどもが、空からは怪航空機が襲来し、さらに軍内にもスパイが潜入していた。日本とアメリカは呉越同舟で敵対処にあたり、ヨグ＝ソトホース粉とヨグ＝ソトホース弾で迎え撃つ。だが、進化した敵の新型機にはヨグ＝ソトホース粉の効果がなく、日米の艦隊航空隊は壊滅する。さらにクトゥルー航空隊はポートモレスビー基地を壊滅させる。怪技術の進化は著しく、フジツボに覆われたコピー機は、あらゆる面で現機を凌駕していた。
飛行士たちは、訓練で確かに能力は上がっているが、まるで人間をやめていっているかのような不安にも苛まれるようになる。あるとき過酷な訓練で陣外が死ぬ。遺体を見た軍医は、あまりの全身への負荷に、人間の限界を超えていると断言する。だが翌日、死んだ陣外は蘇生して再び訓練を続けていた。皆がこの戦いは常軌を逸していることを悟る。

### あらすじ（魔空零戦隊・8-10章）
そしてついに、クトゥルー航空隊と魔空零戦隊の戦いの火蓋が切られる。生体兵器である敵機は、パイロットを射殺してもなお射撃をやめることがなく、爆弾を誘爆させてようやく撃墜できるというしぶとさであった。これだけ訓練しても互角でしかないこと、次の戦いでは敵はさらに進化して来るであろうことに、飛行士たちは挫けそうになる。この戦いで死者は出なかったが、未来だけが戻って来ず、彼が傷つきながらも遅れて戻って来たときには、若者の生還に皆が涙を流した。
インスマス事件を経験していたアメリカ当局は、インスマスから押収していた物を工業力で量産化することに成功しており、日本軍へ、「別の邪神の呪い」をかけた対邪神兵器を提供する。
邪神による異変はエスカレートし、ついに世界規模で人々の発狂や失踪、妖物化といった異常事態が頻発する。そして英米仏ソのクトゥルー作戦本部は、ルルイエ攻撃を決定する。一方、エリラ島では熱病に倒れた笹司令に代わり、勝俣副指令が指揮をとる。全世界が一斉攻撃しようというときに、米英嫌いの勝俣は、魔空零戦隊による抜け駆け攻撃を宣言し、飛行士たちを呆れさせる。瑠璃宮は戦う理由を「家族のため国のためにとどまらず、世界のため人類のため、宇宙の正義のためである」と説き、兵たちを鼓舞する。未来は傷の癒え切らず身を押して自分も出陣したいと願うも、止められる。
そして魔空零戦隊はルルイエに向かって飛び立つ。勝俣は抜け駆けで特攻をかけるつもりであったが、軍上層部は彼らの先行を米英に通知しており、米英は零戦隊を護衛するための航空隊を出撃させる。魔空零戦隊がルルイエ爆撃を始めると、触手が出現して米英機を串刺しにし、続いて怪航空隊が出撃してくるが、魔空零戦隊によって次々と撃墜される。残った敵機100は空中で融合を果たし、ショゴスの姿を現す。機械の補助で飛行する巨大ショゴスと、零戦隊の戦いが行われ、最終的にショゴスは月へと逃走し、零戦隊は陣外・瑠璃宮の2機のみが生き残る。2機はルルイエの、クトゥルーの大扉へと攻め込む。火柱が上がり、ルルイエは海に沈む。魔空零戦隊は全員が未帰還、エリオット・ウェイトリイもまたエリラ島から姿を消す。
数十年後、ルルイエが再び動き出した折に、総理大臣となった未来が過去を回想しつつ、物語は締めくくられる。

### 登場人物（魔空零戦隊）
エリラ島基地
零戦を主力とする部隊。最初の敵襲で損害を蒙り、魔空零戦隊結成時点では零戦15機。
- 笹（ささ）大佐 - 基地司令官。穏健。
- 勝俣（かつまた）中佐 - 副指令。国粋主義の軍人で、米英に拒否感がある。
- 浅黄（あさぎ）少佐 - 零戦隊隊長。空戦歴100超の古参ファイター。
- 陣外（じんがい）大尉 - 主人公格。零戦隊副長。撃墜数20超の天才ファイター。瑠璃宮の後輩。33歳。秘技「荒鷲落とし」を実戦で使用できる。
- 未来（みき）三飛曹 - 零戦乗り。18歳の最年少ファイター。
- 殿村（とのむら）、大海（おおみ）、蓮台寺（れんだいじ）、台座（だいざ）など - 零戦乗り。素質を見込まれエリラ島に派遣された。
- 外谷（とや）整備班長 - 肥満体の男。エリオットを敵視していたが、認める。
- 矢島俊一（やじま しゅんいち） - 整備兵。長野の貧農の息子。クトゥルー側の呪術師・半蛙。陣外の機体に工作して罠にはめるが、エリオットに見破られ倒される。
- 瑠璃宮（るりみや）中佐 - 魔空零戦隊の教官。魔人と恐れられ、台湾航空隊で活躍した伝説の名パイロットだが、3年前に消息を絶ち戦死したと思われていた。「荒鷲落とし」を編み出した人物。超自然的な何者かの意思により、エリラ島に送り込まれた模様。
- エリオット・ウェイトリイ - 米海軍からの逃亡兵。ダンウィッチ出身の、長身で面長という奇妙な容姿の男。礼儀正しく日本語に堪能。機体整備の技術を指南するためにやって来た。老ウェイトリイの直系の曾孫。
- 秋夜（あや） - 白い浴衣の女。どこからともなく現れ姿を消す。兵士たちは彼女に家族や恋人の影を幻視する。兵士たちを慰安したり陣外をピンチから救出したりするが、彼女の正体と目的は謎に包まれている。

邪神と怪物
- クトゥルー - 旧支配者たちの一つ。ルルイエで眠っている。
- 巨大飛行体 - 最初に登場した敵機群。全長500メートル、直径50メートル、プロペラも翼も舵もない。クトゥルーの骨に皮膚を張り付けて作った生体兵器。軟体は砲弾や爆発の衝撃を吸収する。また銀灰色の剥片をばらまき、あらゆる物を切断する。
- 怪飛行機 - 海に落ちた各国の飛行機をクトゥルーの信徒が改造したもの。フジツボに覆われている。F6F怪、F4F怪、F47怪、スピットファイア怪、ホーカー・ハリケーン怪、隼怪、メッサーシュミット怪、零戦怪などが登場。すさまじい速度で進化する。
- ショゴス - 人工生命体。怪機たちの素材。
- 「ハサミを備えた海老」 - 海の怪物。甲殻が銃弾をはじき返す。
- 「海月」 - 海の怪物。触れた者を呑み込み、すぐさま消化する。
- 近隣の島の村人 - 陣外が訓練中に不時着した島の者たち。丸ごとクトゥルーの一派。オーベッド・マーシュにダゴン教を伝えて姿を消したポリネシアの原住民たちの子孫。

その他
- HPラヴクラフト● - 米国プロビデンスの作家。邪神の脅威を小説として発表した（旧神か地球本来の神々によって書かされた、とも）。邪神が実在することが判明してからは、記者団からインタビューを受ける。
- ヘンリー・アーミティッジ教授 - 米国ミスカトニック大学教授。『ダンウィッチの怪』事件を解決した。イギリスに招かれ、対邪神戦法に協力している。